# Gelis striativentris
Gelis striativentris är en stekelart som beskrevs av Schwarz 2003. Gelis striativentris ingår i släktet Gelis och familjen brokparasitsteklar. Inga underarter finns listade i Catalogue of Life.